# 前田隣
前田 隣（まえだ りん、1936年4月12日 - 2009年2月19日）は、日本のコメディアン。本名：中澤 永一郎（なかざわ えいいちろう）。芸名はMy Darling（マイ・ダーリン）から。後輩芸人らからは「ダーリン先生」の愛称で呼ばれた。

## 人物
東京都品川区出身。のち浅草に住む。イラストレーター・山藤章二は立正中学校・高等学校時代の同級生。

## 略歴
1956年、東京池袋アヴァンギャルド（後に池袋アバン座に名称変更）を振り出しに、名古屋、大阪の劇場で修行を積み、コロムビア・トップ・ライトの門下として、漫才「青空あれや・これや」で活躍。
1964年、「ナンセンストリオ」に加入。「親亀の背中に小亀を乗せて〜」「赤あげて! 白下げて!」などのギャグでトリオブームの頂点に立つ。
トリオ解散後、ピンになり、漫談、司会、講演、舞台客演や、TV、ラジオで活躍。「コント隣組」「前田隣＆真木淳」等、コントの企画、出演もする。
肝臓癌の告知を受けるも、現役として2008年2月まで浅草東洋館、上野広小路亭を中心に活躍した。
2009年2月19日、肝硬変により東京都台東区の病院で死去。72歳没。

## 出演

### テレビドラマ
- シルバー仮面第2話（1971年 TBS系 村人役（ナンセンストリオで出演））
- スリルな夜（2007年 CX系　前田隣本人役）

### テレビバラエティほか
- ウルトラマン前夜祭 ウルトラマン誕生 （1966年 TBS系　泥棒役（ナンセンストリオで出演））
- 大爆笑 第1回 1966年（日本テレビ系）

1966年7月10日19時放送のウルトラマン前夜祭 ウルトラマン誕生 と、同日同時間に新番組として放送開始された『大爆笑』にも出演していた等、当時の人気振りがうかがえる。
- 20世紀のファイルから－証言・あの時、あの人－（第40話）お笑い人生ここにあり（2003年、ヒストリーチャンネル）

### 映画
- 座頭市（2003年　「親亀の背中に小亀を乗せて…」と呟いている浮浪者役）